# Belenois solilucis
Belenois solilucis is een vlindersoort uit de familie van de Pieridae (witjes), onderfamilie Pierinae.
Belenois solilucis werd in 1874 beschreven door Butler.